# Contea di Dehua
La contea di Dehua (德化县S, DéhuàP) è una contea della Cina, situata nella provincia del Fujian.